# Saint-Silvain-Bellegarde
 Saint-Silvain-Bellegarde  là một xã thuộc tỉnh Creuse trong vùng Nouvelle-Aquitaine miền trung nước Pháp.

## Geography
The river Tardes flows northeastward through the commune.